# Магистратура (Древен Рим)
Вижте пояснителната страница за други значения на Магистратура.
Магистратура (на латински: magistratus – сановник, началник) е сборно наименование на държавните длъжности и магистратите, които заемат тези длъжности в Древен Рим. Тъй като не е имало постоянен чиновнически апарат, цялата изпълнителна власт е принадлежала на магистратите.

## Възникване и учредяване
Възникването на градското съсловие на магистратурата се отнася към периода на установяване на републиката (края на VI век пр.н.е.). Магистратурата се изпълнява безвъзмездно и краткосрочно (обикновено за срок от 1 година – от 1 март до 1 март на следващата) и е колегиален орган, т.е. извършва се обичайно от повече от един човек (с изключение на диктаторската длъжност). Така се избират по 2 консула, 2 претора, 4 едила, 10 народни трибуна, 4 квестора. Изборите за новите магистрати ставали 3 – 4 месеца преди да влязат в длъжност. Тъй като дейността на магистрата се смятала за чест, а не за работа, била безвъзмездна. Но поради факта, че заемането ѝ отнема много пари на изпълняващия я, заради издръжката на охрана, писари, нисши чиновници, за магистрат можел да бъде избран само богат човек.
Първото учредяване на института на висшата, т.е. върховната магистратура се отнася към 509 г. пр.н.е., когато след премахване на царската власт начело на Римската република застава претор (предводител; вървящ напред), подпомаган от квестор. След това са създадени длъжностите на народните трибуни и плебейските едили, техните помощници. Тъй като съществуването на едноличен управляващ изпълнителната власт, създавало възможност за злоупотреби, вместо един претор, започнали да се избират по двама консули (от consulo – съвещавам се).
Първоначално цялата магистратура, с изключение на народните трибуни се заема от патриции, но в началото на III век пр.н.е. всички магистратски длъжности стават достъпни и за плебеите.

## Правомощия
Всички магистрати, като правило, са имали право да издават укази в рамките на своите задължения и компетентност, както и да налагат глоби.

## Знаци на върховната власт
Висшите магистрати, с изключение на цензора, осъществяват върховната власт – империума (лат. imperium). Външните отличителни знаци на империума е свитата ликтори с фасциите.

## История
Със закона Вилия от 180 г. пр.н.е. са установени правила за последователност при преминаване към магистратурата.
По време на империята изборните длъжности губят политическата си значимост, но магистратурата оцелява като предпоставка за заемането на нови и влиятелни постове.

## Магистратури
Видове магистратури:
- Ординарни (изборни)
  - Висши (върховни)
    - консули – те командвали армията
    - претори – осъщестявали съдебната власт
    - цензори – Контролират имущественият ценз, също така съставят списъци за сената.Контролира магистратите ако се провинят.

  - Нисши
    - квестори – отговаряли за хазната, финансовите документи, придружавали консулите във военните походи и се разпорежали с плячката и продажбата на пленниците
    - едили – отговаряли за реда в града, за благоустройството, храната, обществените игри

  - народни трибуни (не всички изследователи признават длъжността за магистратска) – имали право да внасят за обсъждане законопроекти, както и право на вето срещу решенията на магистрати

- Екстраординарни (назначаеми)
  - Висши (върховни)
    - Диктатор – не можел да остане на власт повече от 6 месеца
    - Началник на конницата – играел ролята на заместник на диктатора
    - Interrex
    - Децемвир
    - Военен трибун с консулска власт
    - Триумвир (Втори триумвират)